# Der Schlüssel des Salomon
Der Schlüssel des Salomon ist ein Wissenschaftsthriller des portugiesischen Autors José Rodrigues dos Santos, der 2014 unter dem Titel A Chave de Salomão veröffentlicht wurde.
Die deutsche Übersetzung soll am 15. März 2018 im Verlag luzar publishing erscheinen und ist eine thematische Fortsetzung von Das Einstein Enigma. Der Roman verbindet eine spannende Handlung mit der Welt der Quantenphysik, insbesondere den Ideen und Diskussionen der Physiker Albert Einstein, Erwin Schrödinger, Werner Heisenberg und Niels Bohr. Anhand des Doppelspaltexperiments und anderer quantenmechanischer Erkenntnisse werden philosophische Fragen zu Leben, Tod, Geist, Bewusstsein und Seele sowie der Entstehung des Universums erörtert und medizinische Phänomene wie die Nahtoderfahrung diskutiert.

## Handlung
Tomás Noronha, Kryptologe und Geschichtsprofessor an der Neuen Universität Lissabon, reist in seiner Eigenschaft als Berater an der Gulbenkian-Stiftung nach Genf, um die Tabula Smaragdina, ein alchemistisches Manuskript des Hermes Trismegistos, zu erwerben. Kurz nach seiner Rückkehr erhält er per Post ein wertvolles Pentakel unbekannter Herkunft – ebenfalls aus Genf. Außerdem erfährt er, dass seine Mutter im Seniorenheim einen Herzinfarkt hatte und eilt zu ihr. Gemeinsam mit Heimleiterin Maria Flor Sequeira sucht Tomás den behandelnden Kardiologen auf und taucht ein in das faszinierende Phänomen der Nahtoderfahrung.
Wenig später will ihn ein CIA-Agent verhaften. Denn zur gleichen Zeit, als Tomás in Genf war, wurde Frank Bellamy, der Wissenschaftsdirektor der CIA, während eines Jahrhundert-Experiments zur Entstehung des Universums im CERN, dem Europäischen Kernforschungszentrum, tot aufgefunden. Das einzige Indiz ist ein Zettel in der Hand des Toten, der Tomás Noronha als ‚den Schlüssel‘ bezeichnet.
Die CIA ist fest entschlossen, den Mörder zu fassen. Um sein Leben zu retten, muss der berühmte Kryptanalyst den wahren Täter überführen. Auf der Flucht vor den Häschern der CIA setzt Tomás Noronha am einzigen verfügbaren Hinweis an: dem Psi-Zeichen ψ auf dem Zettel – dem Symbol für die Wellenfunktion der Quantenphysik. Dabei vertieft er sich in die Feinheiten des Doppelspaltexperiments, dem zufolge Teilchen an mehreren Orten gleichzeitig sein können, und die brisanten Auswirkungen dieser Erkenntnis auf das Verständnis des menschlichen Bewusstseins. 
Dank des Pentakels und seiner geheimnisvollen Inschriften kommt Tomás der Antwort nach dem wahren Mörder Bellamys Schritt um Schritt näher, bis er zur Kryptos-Skulptur auf dem Gelände des CIA-Hauptquartiers in Langley gelangt. Deren vierte Botschaft ist Teil Bellamys letzter Nachricht und muss entschlüsselt werden.
Derweil will Bellamys Nachfolger unbedingt das Geheimprojekt des verstorbenen CIA-Direktors, Das Quantenauge, unter seine Kontrolle bringen. Dazu muss er das Projekt allerdings erst einmal finden, wozu er wiederum auf Tomàs’ Hilfe angewiesen ist. Um ihn zur Mitarbeit zu zwingen, lässt er als Druckmittel Maria Flor entführen. Sie ist daraufhin einem psychopathischen Major ausgeliefert, der ihr einen rituellen Opfertod zugedacht hat. Um sie zu retten, muss Tomás Das Quantenauge finden – und Maria Flor. Er entdeckt jedoch zunächst etwas anderes: dass es Frank Bellamy gelungen ist, die von Physikern höchsten Ranges heiß umkämpfte Theorie von Allem aufzustellen. Er hat also den Heiligen Gral der Physik gefunden … für den der Geheimdienst bereit ist, über Leichen zu gehen.

## Hintergründe und Thesen
Der Roman zitiert Forschungsergebnisse aus der Quantenmechanik. Er diskutiert unser Verständnis vom menschlichen Bewusstsein, seinen Möglichkeiten und der Identität des Menschen. Es werden folgende Fragen aufgeworfen:
Ist der Mensch ein eigenständiges Individuum? Gibt es die Realität unabhängig von unserer Wahrnehmung (siehe Idealismus)? Das Phänomen der Nahtoderfahrung führt den Autor zur Frage, ob es eine Seele gibt. Wenn ja, existiert sie unabhängig vom Gehirn? Wie entstehen Gedanken? Wird eine Entscheidung tatsächlich bewusst getroffen? Verfügt womöglich auch die Materie über Bewusstsein? Hat die Anwesenheit eines Beobachters Auswirkungen auf das Bewusstsein und die Realität?

## J.R. Dos Santos’ Quellen
José Rodrigues dos Santos stützt sich auf umfangreiche Quellen, darunter Ideas and Opinions von Albert Einstein; The Evolution of Physics – From Early Concepts to Relativity and Quanta von Albert Einstein und Leopold Infeld; My View of the World und Mind and Matter von Erwin Schrödinger; Determinismo ou Indeterminismo und Where is Science Going? von Max Planck; The Physical Principles of the Quantum Theory, Physics and Beyond und La Nature dans la physique contemporaine von Werner Heisenberg; Die implizite Ordnung. Grundlagen eines dynamischen Holismus von David Bohm; und Speakable and Unspeakable in Quantum Mechanics von John Stewart Bell; ebenso wie die Biografien Subtil É o Senhor – Vida e Pensamento de Albert Einstein von Abraham Pais; Einstein – A Life von Denis Brian; Beyond Uncertainty – Heisenberg, Quantum Physics, and the Bomb von David Cassidy und Erwin Schrödinger and the Quantum Revolution von John Gribbin, Mind, Language and Society – Philosophy in the Real World von John Searle; O Sentimento de Si – O Corpo, a Emoção e a Neurobiologia da Consciência von António Damásio; Consciousness Explained von Daniel C. Dennett; A Alma Está no Cérebro – Uma Radiografia da Máquina de Pensar von Eduardo Ponset; Bewusstsein von Susan Blackmore; Mind, Matter and Quantum Mechanics von Henry Stapp; Schatten des Geistes. Wege zu einer neuen Physik des Bewusstseins von Roger Penrose und Eyewitness Testimony von Elizabeth Loftus.
Anhand der Quellen lässt sich im Vergleich zu den für den Roman Das Einstein Enigma angegebenen Quellen eine deutliche Abkehr des Autors vom Intelligent Design hin zu einem naturalistischem Weltbild und der Hinwendung zur Psychologie erkennen.

## Ausgaben
- Der Schlüssel des Salomon. Übersetzung: Viktoria Reich, Verlag: luzar publishing, 2018, ISBN 978-3-946621-02-7 (Print), ISBN 978-3-946621-03-4 (E-Book)